# Новотравнинське сільське поселення
Новотра́внинське сільське поселення (рос. Новотравнинское сельское поселение) — муніципальне утворення у складі Ішимського району Тюменської області, Росія.
Адміністративний центр — село Новотравне.

## Населення
Населення — 722 особи (2020; 747 у 2018, 763 у 2010, 852 у 2002).

## Склад
До складу поселення входять такі населені пункти:
| Населений пункт  | Населення, осіб (2002) | Населення, осіб (2010) |
| ---------------- | ---------------------- | ---------------------- |
| Кисле, присілок  | 108                    | 96                     |
| Новотравне, село | 744                    | 667                    |